# Georgi Petrowitsch Katys
Georgi Petrowitsch Katys (russisch Георгий Петрович Катыс, * 31. August 1926 in Moskau, Russische SFSR; † 7. August 2017) war ein sowjetischer Kosmonautenanwärter. Er war Kandidat für Woschod 1 und Woschod 3, kam aber nicht zu einem Raumflug.

## Leben
Katys studierte am Moskauer Institut für Autotechnik, das er 1949 als Ingenieur abschloss. Anschließend war er Aspirant an der Staatlichen Technischen Universität Moskau und erwarb dort 1953 den Titel eines Kandidaten der technischen Wissenschaften. Anschließend arbeitete er in einem Institut zur Erforschung von Raketentreibstoffen des Ministeriums der chemischen Industrie. Ab 1957 wechselte er in das Institut für Steuerungstechnik der Akademie der Wissenschaften der UdSSR. Dort entwickelte er u. a. optoelektronische Systeme zur Vermessung der Erdoberfläche und zur Orientierung von Raumflugkörpern. Dabei arbeitete er eng mit Sergei Koroljow zusammen. 1962 habilitierte er zum Doktor der technischen Wissenschaften.
Im Mai 1964 wurde als einer der Kandidaten für die Funktion des Wissenschaftskosmonauten in Woschod 1 ausgewählt. Er galt lange Zeit als gesetzt, wurde aber schließlich durch Konstantin Feoktistow ersetzt. Anschließend bereitete er sich auf den Flug Woschod 3 vor. Hier sollte er mit Boris Wolynow die Besatzung bilden. Der Flug wurde teils aus technischen, teils aus politischen Gründen immer weiter verschoben. Schließlich wurde entschieden, dass neben Kommandant Wolynow auch der zweite Kosmonaut ein Militärpilot sein sollte. Daraufhin wurde Katys aus der Besatzung genommen. Der Flug wurde nie abgesagt, fand aber letztlich nie statt.
Ab 1966 befasste sich Katys mit der Auswahl einer Gruppe von Kosmonauten der Akademie der Wissenschaften. Ab Mai 1967 übernahm er kurzzeitig die Leitung der Gruppe. Im Jahr 1972 (andere Quellen: im Juni 1974) verließ er schließlich die Kosmonautengruppe und arbeitete wieder an Instituten der Akademie der Wissenschaften. Er war an der Entwicklung des sowjetischen Mondfahrzeugs Lunochod beteiligt. 1984 wurde er als Professor für Optoelektronik an das Moskauer Institut für Radiotechnik, Elektronik und Automatik berufen. 1993 wurde er zum Mitglied der Akademie der Naturwissenschaften der Russischen Föderation berufen. Katys war Autor zahlreicher wissenschaftlicher Veröffentlichungen.
Nach einigen Quellen kam Katys zu keinem Raumflug, weil sein Vater als Staatsfeind hingerichtet wurde und er Geschwister hatte, die in Frankreich lebten. Dagegen spricht, dass Katys’ Vater bereits 1957 rehabilitiert wurde und Katys’ Halbgeschwister Russland bereits 1910 verlassen hatten. Katys blieb Kandidat für Woschod 1 und 3, die Auswahl der Besatzung wurde erst kurz vor dem Start getroffen.

## Sonstiges
Katys war zum zweiten Mal verheiratet, er hatte insgesamt 4 Kinder.